# Internet Explorer 6
Internet Explorer 6 (viết tắt là IE6) là trình duyệt Internet Explorer chính thức thứ 6, trình duyệt phát triển bởi Microsoft cho các hệ điều hành Windows. Nó phát hành vào ngày 27 tháng 8 năm 2001, một thời gian ngắn sau khi hoàn tất Windows XP.
Đây là trình duyệt mặc định của Windows XP và Windows Server 2003 và cũng có bản cập nhật dành cho Windows NT 4.0, Windows 98, Windows ME, và Windows 2000. IE6 SP1 là phiên bản Explorer cùng dành cho Windows NT 4.0, Windows 98, Windows ME, và Windows 2000.

## Khai tử
Ngày 3/1/2012, Microsoft đã chính thức nói lời chia tay với Internet Explorer 6, trình duyệt web đã có 10 năm tuổi.
Theo số liệu mới nhất từ Net Applications, tỷ lệ người sử dụng IE6 ở Mỹ, Áo, Ba Lan, Thụy Điển, Đan Mạch, Phần Lan, Na Uy xuống dưới 1%. Ở các nước khác như Séc, Ukraina, Bồ Đào Nha và Việt Nam cũng giảm gần 1%.
Microsoft cũng ra mắt trang "đếm ngược" để đẩy nhanh quá trình làm giảm thị phần của IE6 để có thể khai tử.
Tuy nhiên, ở Trung Quốc vẫn có 25,2% số người sử dụng máy tính vẫn không chịu chia li IE6.